# Magnatas de Engenheiro Pedreira
Magnatas de Engenheiro Pedreira foi um bloco de enredo da cidade do Rio de Janeiro, sendo sediado no município de Japeri, mais precisamente em Engenheiro Pedreira.
Em 2010, foi o quarto bloco a desfilar pelo Grupo 2, na Intendente Magalhães (a quarta agremiação programada para a noite, Tigre de Bonsucesso, não desfilou). Naquele ano, foi campeão do segundo grupo, ascendendo para o primeiro grupo. No ano seguinte, no entanto, classificou-se entre as seis rebaixadas, retornando ao segundo grupo para o carnaval 2013, quando desfilou com um enredo sobre o Ceará.. 
No ano de 2014 apresentou um enredo sobre as cores, e teria Yeda Maranhão, baluarte do Salgueiro como intérprete e compositora do samba-enredo. No entanto, não desfilou naquele ano, entrando em inatividade desde então.

## Carnavais
| Ano  | Colocação | Grupo   | Enredo | Carnavalesco         | Ref.   |
| ---- | --------- | ------- | --- | -------------------- | ------ |
| 2006 | 3ºlugar   | 2-BLOCO | Amazonas, Manaus, Festa de Parintins | João Paulo Rocha     | [ 3 ]  |
| 2007 | 6°lugar   | 2-BLOCO | Bendita és tú, Bibi Ferreira | João Paulo Rocha     | [ 4 ]  |
| 2008 | 8°lugar   | 2-BLOCO | O Canto dos Ancestrais, encanto de todos nós - Os Orixás                                                                                             | João Paulo Rocha     | [ 5 ]  |
| 2009 | 6°lugar   | 2-BLOCO | Os Verdadeiros Donos da Terra | Renato Oliveira      | [ 6 ]  |
| 2010 | Campeã    | 2-BLOCO | Existem muito mais coisas entre o céu e a terra do que supõe nossa vã filosofia                                                                      | Renato Oliveira      | [ 1 ]  |
| 2011 | 6°lugar   | 1-BLOCO | No Brasil, Quando é feriado até Ateu comemora | Renato Oliveira      | [ 7 ]  |
| 2012 | 6°lugar   | 1-BLOCO | Na dança do setembro | Renato Oliveira      | [ 8 ]  |
| 2013 | 8°lugar   | 1-BLOCO | Um pouco do Ceará | Jairo Peres          | [ 9 ]  |
| 2014 | 9º lugar  | 2-BLOCO | O Surgimentos das Cores, na visão dos nossos nativos e sua evolução! (Compositores:Yeda Maranhão, Carlito do Sal e Tide - Intérprete: Yeda Maranhão) | Comissão de Carnaval | [ 10 ] |